# Actaea hieroglyphica
Actaea hieroglyphica es una especie de crustáceo decápodo de la familia Xanthidae.

## Hábitat y distribución
Es una especie marina que habita en las costas de la región indomalaya y en el noroeste de Nueva Gales del Sur, en Australia.